# 添美·西蒙斯
添美·西蒙斯（Timmy Simons，1976年12月11日—），比利時足球運動員，司職後衛，效力德甲球會紐倫堡，並曾擔任國家隊隊長，西蒙斯曾效力隆梅爾、布魯日及PSV燕豪芬。2002年他贏得了比利時金靴獎。

## 生平

### 球會
在2005年夏天，他決定離開布魯日，轉投PSV燕豪芬。在2005/06年賽季，他被任命為副隊長。2006/07年賽季，高古離隊後，他被任命為隊長。他從雲邦美接過6號球衣。2010年夏季轉投德甲紐倫堡，簽約兩年。

### 國家隊
| #  | 日期           | 場地             | 對賽球隊 | 入球 | 賽果 | 競賽                   |
| -- | -------------- | ---------------- | -------- | ---- | ---- | ---------------------- |
| 1. | 2005年3月30日  | 聖馬力諾         | 聖馬力諾 | 0–1  | 1–2  | 2006年世界盃外圍賽     |
| 2. | 2005年9月7日   | 安特衛普, 比利時 | 聖馬力諾 | 1–0  | 8–0  | 2006年世界盃外圍賽     |
| 3. | 2006年10月11日 | 布魯塞爾, 比利時 | 阿塞拜疆 | 1–0  | 3–0  | 2008年歐洲國家盃外圍賽 |

## 榮譽

### 球會
- 冠軍 比利時盃 2002
- 冠軍 比利時甲組足球聯賽 2003
- 冠軍 比利時盃 2004
- 冠軍 比利時甲組足球聯賽 2005
- 冠軍 荷蘭甲組足球聯賽 2006
- 冠軍荷蘭甲組足球聯賽 2007
- 冠軍 荷蘭甲組足球聯賽 2008

### 個人
- 比利時金靴獎 2002

## 連結
- Timmy Simons photos by Tvw （页面存档备份，存于）